# Children of Steel
Children of Steel je druhé demo album německé power metalové kapely Edguy vydané 2. prosince 1994.

## Seznam skladeb
1. Final Gate
2. Children of Steel
3. Jester of the Night
4. Loser
5. Das Reh

## Obsazení
- Tobias Sammet – zpěb, baskytara, piano
- Jens Ludwig – kytara
- Dirk Sauer – kytara
- Dominik Storch – bicí